# Lista nozze
La lista di nozze è un elenco di oggetti redatto dai promessi sposi qualche mese prima della data delle nozze. 
Si redige una lista nozze, normalmente, presso uno o più negozi, di solito specificamente dedicati al commercio di articoli per la casa o da regalo. Essa infatti ha lo scopo di aiutare gli invitati al matrimonio, i parenti e gli amici della coppia, nella scelta di un regalo effettivamente gradito alla coppia. 
In genere, all'interno della lista appaiono per lo più articoli di oggettistica domestica, quali servizi di posate, pentole, accessori per la casa, articoli di biancheria, ma sono sempre più di frequente inseriti anche mobili, libri, apparecchi tecnologici ed elettrodomestici, nonché in alcuni casi lo stesso viaggio di nozze.
Va segnalato che è spesso possibile acquistare i regali sottoscrivendo una quota dell'intero ammontare dell'oggetto prescelto, in modo da contenere la spesa entro i limiti prefissati dall'acquirente; nel caso in cui alcune quote siano rimaste non sottoscritte, sarà poi la coppia stessa a riscattare l'oggetto saldando la differenza.
Negli ultimi anni si sta diffondendo l'abitudine, presso alcune coppie, di sostituire o integrare la lista nozze con la possibilità di sottoscrivere donazioni filantropiche rivolte a tematiche ed enti prescelti dagli sposi.

## Le origini della lista nozze
La tradizione di offrire regali alle coppie in occasione del loro matrimonio sono molto antiche: già nel Medioevo c'era la tradizione di raccogliere i doni presso le case dei genitori degli sposi, e le famiglie più benestanti pubblicavano la data ed il luogo del ricevimento nel gazzettino della loro città o Paese. 
Tuttavia il modello odierno, che consiste nella comunicazione da parte degli sposi di una lista di regali a loro utili, inizia a diffondersi negli Stati Uniti a partire dai primi decenni del Novecento, ed approda in Italia durante gli anni Settanta. 
Con l'approdo di Internet anche la lista nozze si modernizza e negli ultimi anni sono sempre più utilizzate le liste nozze online, che permettono agli sposi di presentare in modo interattivo la lista dei loro regali mediante un sito web apposito a cui hanno accesso i loro invitati.

## Galateo e lista nozze
Il galateo non prevede la lista nozze, dato che secondo il bon ton non sono gli sposi a segnalare cosa vorrebbero ricevere, ma gli invitati a provvedere in modo autonomo. Data la sua innegabile praticità, anche il galateo si è adattato: e se agli invitati è richiesto di mettere da parte il proprio gusto personale e attenersi strettamente alle istruzioni dettate dagli sposi, questi ultimi, a loro volta, dovranno seguire determinate regole di bon ton per compilarla al meglio. Così, gli sposi non conviventi è bene che mettano in lista nozze oggetti di arredamento per la loro nuova casa, mentre le coppie che già convivono potranno segnalare nella loro lista nozze vari negozi di riferimento, a seconda dei desideri da soddisfare. Per quanto riguarda la lista viaggio, è opportuno che gli sposi suddividano la loro luna di miele in tante piccole quote che verranno acquistate dall'invitato, in base al budget predisposto. Solitamente la scelta della ripartizione può essere fatta anche in modo più dettagliato e l'invitato potrà scegliere di acquistare il volo, la visita guidata ad un museo o l'accesso alla spa. Quest'ultimo è un modo pratico di concretizzare maggiormente la spesa fatta, personalizzando il più possibile un regalo immateriale.